# Artemisia pontica
Artemisia pontica  (ajenjo menor, ajenjo romano o póntico) es una especie herbácea y perenne de la familia de las Asteráceas. 

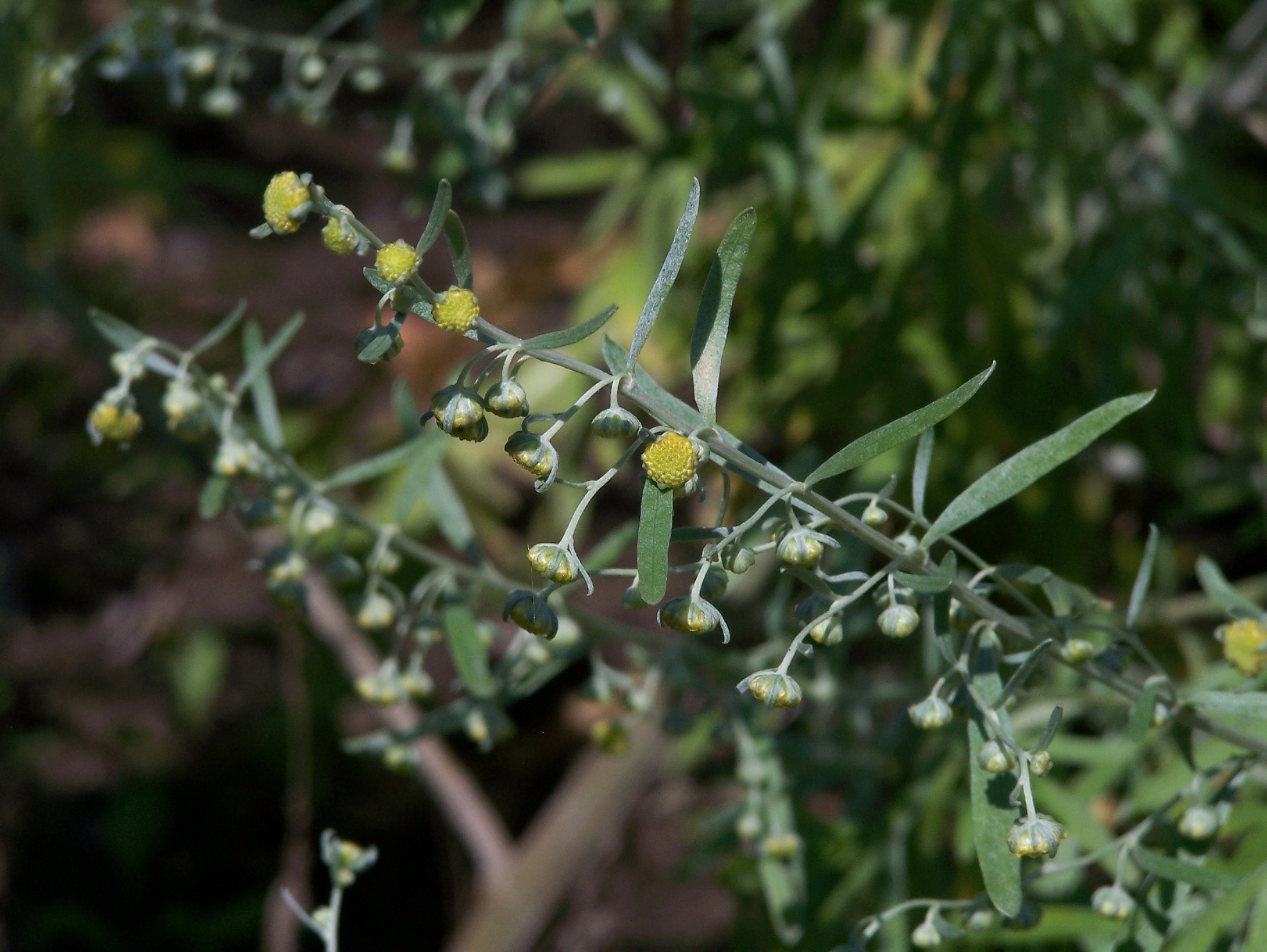
Planta en flor

## Descripción
La planta alcanza un tamaño de unos 50 cm de alto, peluda y con el tallo delgado. Las hojas son gruesas y la superficie inferior grisácea, con pecíolos largos de 1 cm, hoja triangular en su contorno, de 2-3 cm de largo, el ancho un poco menor, bipinnada. Las inflorescencias reunidas en grupos que forman una panícula densa, casi hemisférica, de 3-5 mm de largo, 2-3 mm de ancho. Las numerosas flores son amarillas.

## Distribución
Es endémica de Asia templada: Siberia, Federación Rusa; Europa media: Austria, Checoeslovaquia, Alemania, Hungría, Polonia; Europa del Este: Moldavia; Ucrania; sudeste de Europa: Bulgaria, Rumania, Yugoslavia. Está naturalizada en Norteamérica

## Propiedades
Sirve como aditivo alimenticio (saborizante). La planta se cultiva principalmente por las partes aéreas, usadas en licores para la fabricación de vermut. En medicina popular esta esencia se utiliza para la dismenorrea y amenorrea .

## Taxonomía
Artemisia pontica fue descrita por Carlos Linneo y publicado en Species Plantarum 2: 847. 1753.
Etimología
Hay dos teorías en la etimología de Artemisia: según la primera, debe su nombre a Artemisa, hermana gemela de Apolo y diosa griega de la caza y de las virtudes curativas, especialmente de los embarazos y los partos . según la segunda teoría, el género fue otorgado en honor a Artemisia II, hermana y mujer de Mausolo, rey de la Caria, 353-352 a. C., que reinó después de la muerte del soberano. En su homenaje se erigió el Mausoleo de Halicarnaso, una de las siete maravillas del mundo. Era experta en botánica y en medicina.
pontica: epíteto geográfico que indica su localización en Pontus en la costa norte de Turquía.